# Tianyuan
Tianyuan (chinesisch 天元, Pinyin Tiānyuán, Jyutping Tin1jyun4), wörtlich „Ursprung des Himmels, Himmlischer Ursprung“, ist der Mittelpunkt des Spielbretts des Go-Spiels. Es ist auch der Name eines Go-Turnieres (天元戰 / 天元战,  Tiānyuánzhàn, Jyutping Tin1jyun4zin3) für Profis in China, welches dem Tengen (japanisch 天元, kana てんげん) des Nihon Kiins in Japan entspricht.

## Überblick
Der Tianyuan wird vom chinesischen Go-Verband, dem Zhongguo Qiyuan, organisiert und von zwei Zeitungen gesponsert. Die Vorrunden sind ein direktes K.-o.-Turnier, während der finale Titelkampf zwischen Herausforderer und Titelhalter aus einer Serie von drei Partien besteht. Das Turnier ist mit 200.000 CNY (rund 27.000 Euro) dotiert.

## Titelträger
| Spieler       | Jahr            |
| ------------- | --------------- |
| Ma Xiaochun   | 1987, 1994–1996 |
| Liu Xiaoguang | 1988–1990, 1993 |
| Nie Weiping   | 1991, 1992      |
| Chang Hao     | 1997–2001       |
| Huang Yizhong | 2002            |
| Gu Li         | 2003–2008       |
| Chen Yaoye    | 2009–2016       |
| Lian Xiao     | 2017            |

## Bücher
- Chinesische Meisterpartien. Die Titelkämpfe des 19.Mingren und 21.Tianyuan, Guo Juan, 2008, ISBN 978-3-940563-04-0